# شورباخ
شورباخ (به آلمانی: Schwerbach) یک شهر در آلمان است که در بیرکنفلد واقع شده‌است. شورباخ ۶۰ نفر جمعیت دارد.